# Aleurocanthus clitoriae
Aleurocanthus clitoriae là một loài côn trùng cánh nửa trong họ Aleyrodidae, phân họ Aleyrodinae.
Aleurocanthus clitoriae được Jesudasan & David miêu tả khoa học đầu tiên năm 1991.